# چاپلیگین، استان لیپتسک
شهر چاپلیگین، اوبلاست لیپتسک (به روسی: Чаплыгин) در کشور روسیه و در اوبلاست لیپتسک واقع شده‌است.